# Спрощений квадрат Аренса

## Визначення
Нехай {\displaystyle S=(0,1)^{2}}, {\displaystyle X=S\cup \{(0,0),(0,1)\}}, бази систем околів точок з {\displaystyle S} є евклідовими, а множини {\displaystyle U_{n}(0,0)=\{(0,0)\}\cup \{(x,y)|0<x<{\frac {1}{2}},0<y<{\frac {1}{n}}\}} та {\displaystyle U_{m}(1,0)=\{(1,0)\}\cup \{(x,y)|{\frac {1}{2}}<x<1,0<y<{\frac {1}{m}}\}} утворюють бази систем околів точок {\displaystyle (0,0)} і {\displaystyle (1,0)} відповідно.

## Властивості
- {\displaystyle X} гаусдорфів, але не цілком гаусдорфів, бо точки {\displaystyle (0,0)} і {\displaystyle (1,0)} не мають замкнених неперетинних околів. Очевидно, що {\displaystyle X} напіврегулярний, тому що задана база складається з відкритих регулярних множин. Таким чином {\displaystyle X} не є {\displaystyle T_{3}},{\displaystyle T_{4}} або {\displaystyle T_{5}}-простором.
- Очевидно, що {\displaystyle X} не є секвенціально компактним, тому що індукована топологія на відкритому квадраті {\displaystyle S} є евклідовою.
- {\displaystyle X} не є ані локально компактним, ані компактним простором, бо він є {\displaystyle T_{2}} і не є {\displaystyle T_{3}}-простором.
- {\displaystyle X} задовольняє другу аксіому зліченності, сепарабельний і ліндельофів. Оскільки {\displaystyle X} не є {\displaystyle T_{3}}-простором, він не паракомпактний і, таким чином, не зліченно паракомпактний внаслідок ліндельофовості.
- {\displaystyle X} метакомпактний, бо відкритий квадрат {\displaystyle S} метакомпактний в індукованій топології, і тому додавання околу для кожної з двох точок {\displaystyle (0,0)} і {\displaystyle (1,0)} до точково скінченного вписаного покриття не змінить його точково скінченний характер.
- Тотожне відображення з {\displaystyle X} з евклідовою топологією в заданий простір {\displaystyle X} неперервне, тому {\displaystyle X} є і дугово зв'язним, і локально дугово зв'язним.